# Doris Pack
Doris Pack (18 maart 1942, Schiffweiler) is een Duitse politica en sinds 1989 lid van het Europese Parlement . Van 1974 tot 1983 en van 1985 tot 1989 was ze lid van de Bundestag. Ze is lid van de Christlich Demokratische Union Deutschlands (Bondsrepubliek), onderdeel van de Europese Volkspartij. Pack is sinds 2009 voorzitter van de EU Committee on Culture and Education.